# رهایی‌بخشی

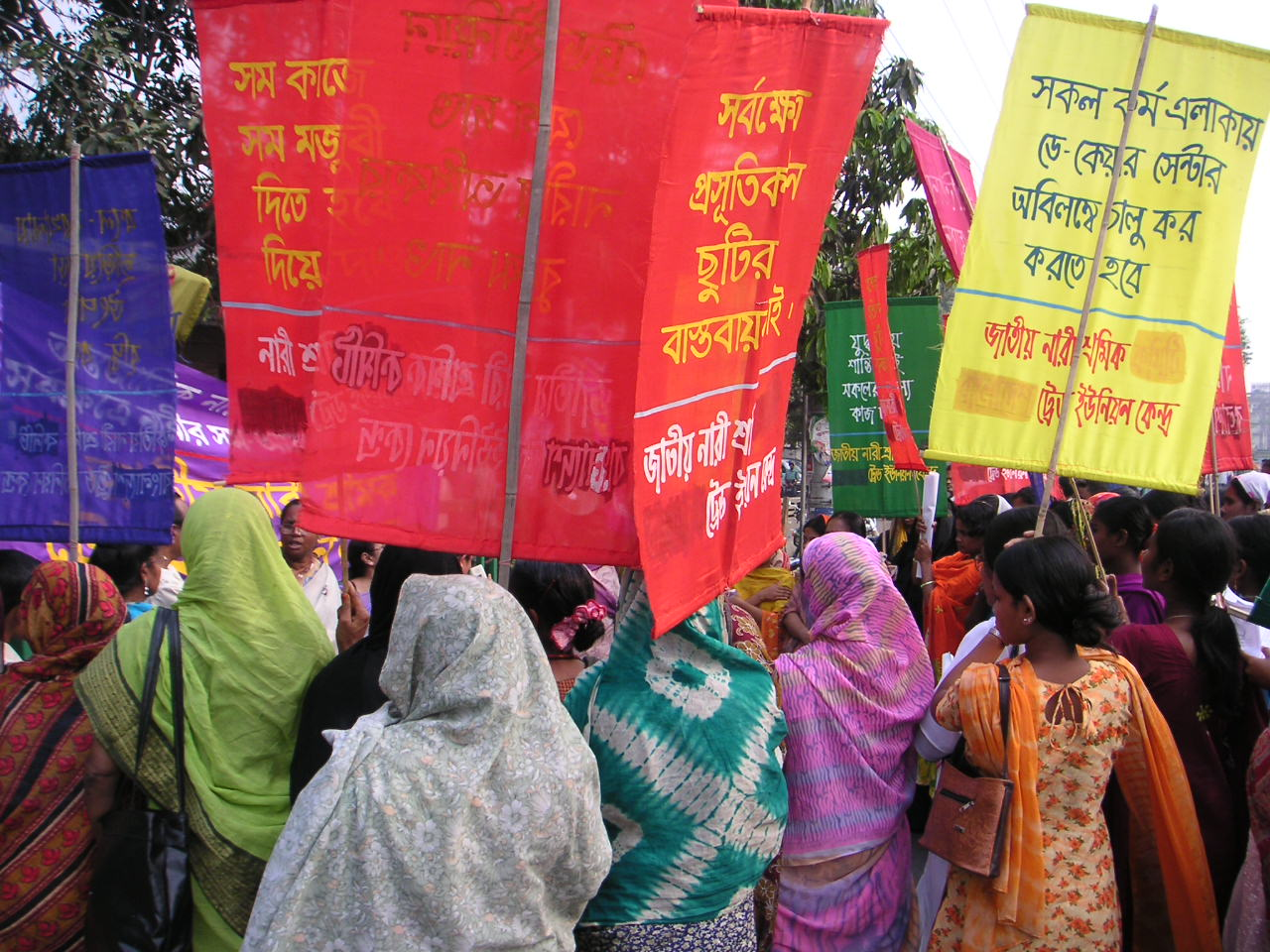
تظاهرات برای رهاسازی

رهاسازی، آزاد سازی یا تخلیص (به انگلیسی: Emancipation) به هرگونه تلاش برای دستیابی به حقوق اقتصادی، اجتماعی و فرهنگی، مدنی و سیاسی یا برابری گفته می‌شود که غالباً توسط گروهی از افراد به کار گرفته می‌شود که به‌طور خاصی از حق رای برخوردار نیستند. البته رهاسازی به‌طور کلی در بحث بسیاری از مسائل دیگر نیز شامل می‌شود. کارل مارکس در مقاله ۱۸۴۴ خود «درباره مسئله یهود» رهاسازی سیاسی، علاوه بر (یا در تضاد) اصطلاح رهاسازی انسان، را مورد بحث قرار داد. نظرات مارکس در مورد رهاسازی سیاسی توسط یک نویسنده خلاصه شد که جزئیات آن شامل «وضعیت برابر شهروندان در رابطه با دولت، برابری در برابر قانون، صرف نظر از دین، مالکیت یا سایر خصوصیات «خصوصی» افراد» است.
«رهاسازی سیاسی» (به انگلیسی: Political emancipation) به عنوان یک عبارت در کاربردهای مدرن به ویژه در خارج از زمینه‌های دانشگاهی، خارجی یا اکتیویزم کمتر رایج است. با این حال، مفاهیم مشابه ممکن است با اصطلاحات دیگری ارجاع داده شوند. به عنوان مثال، در ایالات متحده جنبش حقوق مدنی سیاه‌پوستان در لایحهٔ حقوق مدنی ۱۹۶۴، قانون حقوق رأی ۱۹۶۵ و قانون مسکن عادلانه ۱۹۶۸ به عنوان زیربنایی برای رویدادهایی مانند اعلام آزادی بردگان و لغو برده‌داری یک قرن زودتر دیده می‌شود. در جزایر کنونی و سابق هند غربی بریتانیا، تعطیلات روز آزادی به منظور پایان تجارت برده‌دای در اقیانوس اطلس جشن گرفته می‌شود.

## ریشه‌شناسی
معادل واژهٔ رهاسازی در انگلیسی: emancipation، ‎/ɪˌmænsəˈp-əɪʃən/‎ است که از ēmancĭpo / ēmancĭpatio (عمل رهایی کودک از قدرت والدین) نشأت می‌گیرد که به نوبهٔ خود از ē manu capere (دستگیری از دست شخص دیگر) گرفته شده‌است. معادل‌های فارسی آن همچنین می‌توانند رهاسازی، رهایی، تخلیص، رستگاری و آزادی (خود را از دست کسی آزاد کردن) باشد. امروزه این واژه برای اشاره به رهایی از محدودیت، کنترل یا قدرت استفاده می‌شود.